# Őskor
s felhasználva.

## Kőkorszak

### Őskőkor

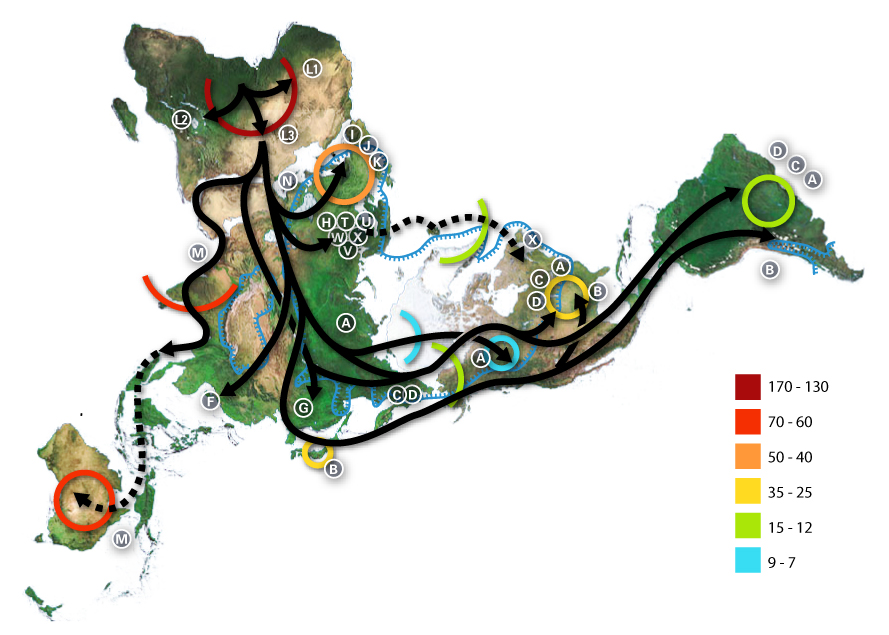
A mai ember, a Homo sapiens sapiens elterjedése a Földön, a mitokondriális Éva elmélet szerint (a számok mutatják, hogy a vándorlás egyes állomásai hány ezer évvel ezelőttre tehetők)

A kőkorszak (kb. 2,4 millió évvel ezelőtt – i. e. 4500.) első részét, az idegen megnevezés szerinti paleolitikum, vagy magyarul őskőkor, régi kőkorszak vagy pattintott kőkorszak jelentette. Földtörténeti szempontból a pliocén végével és a pleisztocénnel esik egybe, a legújabb meghatározások szerint kb. 2,4 millió évvel ezelőtt kezdődött és kb. 11 500 éve ért véget. A korszak önálló elnevezése azért volt indokolt, mert egyrészt a 19. század közepétől az ősember- és őslénykutatás elvált egymástól, másrészt pedig, mert az őskőkor az a korszak, amelyben rendkívül felgyorsult az emberi evolúció, ugyanis ebben a korszakban vált egyre inkább szembetűnővé az ember jelenléte, tevékenysége. A paleolitikum során Európában a modern ember, azaz a Homo sapiens sapiens, kiszorítja a neandervölgyi embert (Homo neanderthalensis), és a korszak végére kipusztul az európai pleisztocén megafauna, többek között a barlangi medve, a barlangi oroszlán, a gyapjas mamut, a gyapjas orrszarvú és az óriásszarvas is.
A paleolitikumban az emberek vadászattal és gyűjtögetéssel szerezték táplálékukat, zsákmányállataikat főleg a pleisztocén megafauna adta. A nagy állatcsordák után vándorló emberek nagycsaládokban (klánokban) éltek, és kő-, fa-, illetve csonteszközöket használtak. A felső paleolitikumban (30-10 000 évvel ezelőtt, a Würm, azaz a pleisztocén eljegesedési periódusa alatt) alakult ki, és virágzott a művészet, ekkor készültek a ma is ismert barlangrajzok, mint például az altamirai vagy a lascaux-i, valamint ekkor készültek még a híres szobrocskák is, mint amilyen a Willendorfi vénusz, amelyeket kőből, csontból faragtak vagy agyagból formáztak és kiégettek. A felső paleolitikum embere készített ékszereket is (nyakláncokat, karkötőket) kagylókból és állatfogakból. Fontos megjegyezni, hogy az emberi kultúra egyes állomásai nem egy időben jelentek meg mindenhol a Földön, tehát míg Európában az őskor kb. 11 000 éve véget ért, addig az ausztrál bennszülötteknél ez például csak az európaiak megjelenését követően következett be.

### Középső kőkorszak
A kőkorszak szakaszai közül a másodikat, az idegen megnevezése szerinti mezolitikum, vagy magyarul átmeneti kőkorszak vagy középső kőkorszak jelentette. Földtörténet szempontjából a korai európai holocénnel esik egybe, legújabb meghatározások szerint kb. 11 500 évvel ezelőtt kezdődött és a földművelés, illetve állattenyésztés megjelenésével ért véget, kb. az I. e. 8 - 6. évezredben.
A mezolitikum az utolsó jégkorszak, a Würm-glaciális végével és az európai pleisztocén megafauna (barlangi medve, barlangi oroszlán, gyapjas mamut, gyapjas orrszarvú, óriásszarvas stb.) kihalásával vette kezdetét Európában. A középső kőkorszak emberei vadászat és gyűjtögetés révén szerezték táplálékukat, ám a vadbőség megszűnése miatt csökkent a vadászat jelentősége és fokozatosan egyre nagyobb szerepet kapott a földművelés és az állattenyésztés (utóbbiaknak talán éppen a vadbőség vége lehetett a hajtóereje). A mezolitikum tehát tulajdonképpen átmeneti kor a vadászó-gyűjtögető és a letelepedett földművelő és állattenyésztő életmódok között. A mezolitikum emberei többnyire vándorló, de helyenként félig-meddig letelepedett nagycsaládokban éltek, amelyeket arra rátermett, választott vezetők irányítottak. Az emberek még mindig kő-, fa- illetve csonteszközöket használtak, ám ezek kidolgozása sokkal finomabbá vált, például kőből készítettek nyíl- és dárdahegyeket. Általában elmondható, hogy a mezolitikum embere által használt eszközök specializáltabbá váltak, megjelentek a különböző bőr- és famegmunkálásra szolgáló kaparók, vésők, kések. Az emberek csónakokat is készítettek, és hálóval, varsával halásztak. A felső paleolitikum virágzó művészete nem folytatódott a mezolitikumban, az utolsó jégkorszakkal együtt ért véget.

### Újkőkor

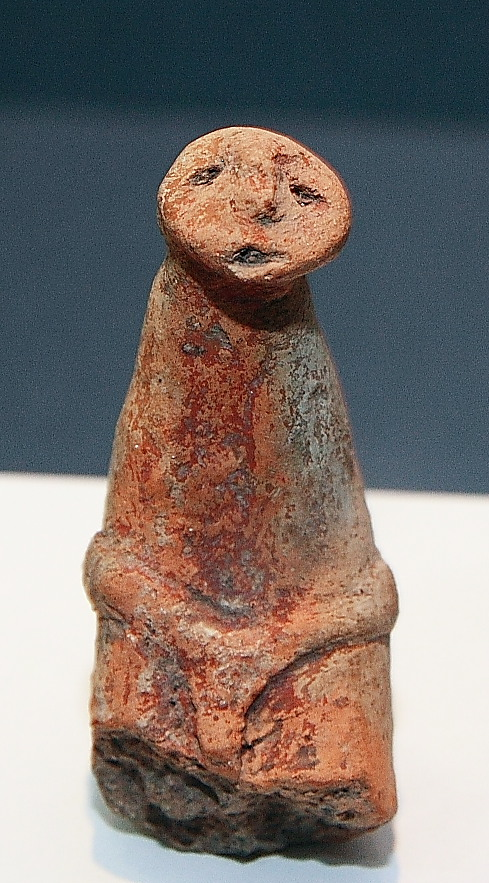
A Cucuteni kultúra egy antropomorf agyagfigurája, Történelmi és régészeti múzeum, Karácsonkő, Románia

Az újkőkorszak a kőkorszak utolsó része. Idegen néven: neolitikum (a görög: neosz=új, lithosz=kő), magyarul: újkőkor vagy csiszoltkő-korszak. Tizenkétezer évvel ezelőtt Földünk éghajlata melegebbé, és csapadékosabbá vált. Ennek hatására egyes vidékeken dúsan megtermett a vadbúza és a vadárpa (keleten a rizs). Az állatok száma is jelentősen megszaporodott ezeken a területeken. A termékeny félhold területén az embereknek már nem kellett messzire elvándorolniuk az élelem után, hiszen elegendőt találtak belőle helyben is. A gabonafélékből egyre többet gyűjtöttek, és fából, háncsból készült edényekben tárolni is tudták. Az állati táplálékért sem kellett hosszan követniük a csordákat. Az állatokat lassacskán befogadták, és táboruk közelében  elkerített helyen tartották. Befogásra a növényevő, nagy csoportokban élő állatok voltak alkalmasak. Mivel ezek egy idő után az emberhez szoktak, „megszelídültek”, az emberek kiválaszthatták a legerősebbeket, és azokat hagyták szaporodni, csak a gyengébb állatokat vágták le. Ettől kezdve nem voltak kiszolgáltatva a vadászszerencsének, a hús folyamatosan rendelkezésükre állt (bár továbbra sem hagytak fel a gyűjtögetéssel és a vadászattal sem). Lassan rájöttek, hogy maguk is képesek növényeket termeszteni úgy, hogy a földbe szórják a magvakat. Ez a megfigyelés késztette az embert az első földművelő eszközök készítésére. Eleinte ásóbottal lazították a földet, és fából vagy csontba rögzített kőpengékkel (ez volt a sarló őse) vágták le a beérett termést. A növények termesztésével és az állatok háziasításával az ember maga termelte meg az élelmét. A jobb és bőségesebb táplálkozás következtében nőtt a népesség.

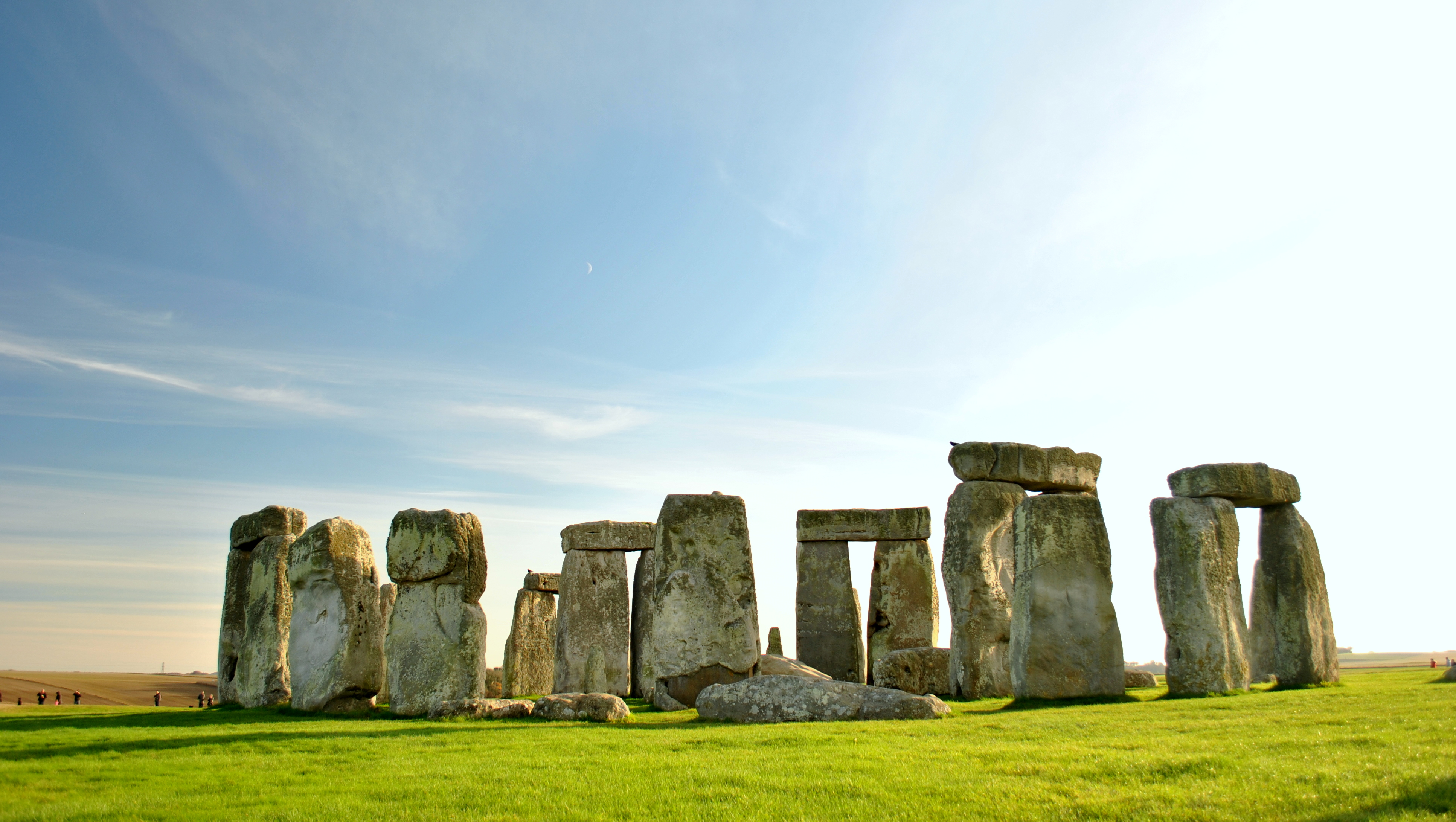
Az Egyesült Királyságban található, az újkőkorszakban emelt monumentális kőtömbökből és földsáncokból álló, Stonehenge építmény

## Kőrézkor
Körülbelül i. e. 4500 - i.e. 3300.-ig számíthatjuk.